# Eberhard von Holle

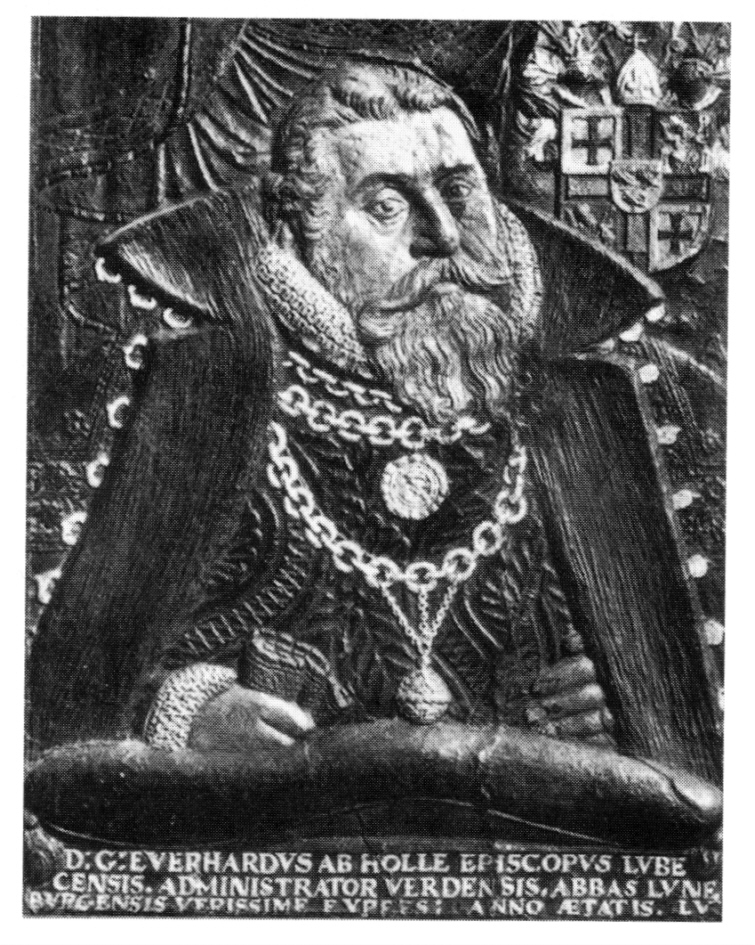
Eberhard von Holle

Eberhard von Holle (* 1531/32 in Uchte; † 5. Juli 1586 in Lübeck) war ab 1561 Bischof von Lübeck, zugleich Abt des Michaelisklosters Lüneburg und ab 1564 Administrator des Bistums Verden.

## Leben

### Jugend und Abt von St. Michaelis zu Lüneburg
Eberhards Vater Johann Holle war Drost zu Bokeloh (Wunstorf), Ricklingen und Uchte. Seine Brüder sind mehrfach als Kriegsobersten genannt. 1549 trat er in die Schule des Klosters St. Michaelis in Lüneburg ein. Ab 1550 studierte er an der Universität Wittenberg. Vor 1555 ist er als Conventual in dieses Kloster unter seinem Onkel, dem ersten lutherischen Abt Herbort von Holle (13. Dezember 1532 bis 12. Dezember 1555) eingetreten. Bei dessen Tod wurde er sofort wegen der drohenden Einziehung des Klosters zum Abt gewählt, verwandelte diesen Titel aber 1564 (vielleicht zur Sicherung des Besitzes) in „Herr vom Hause St. Michaelis“.

### Bischof von Lübeck

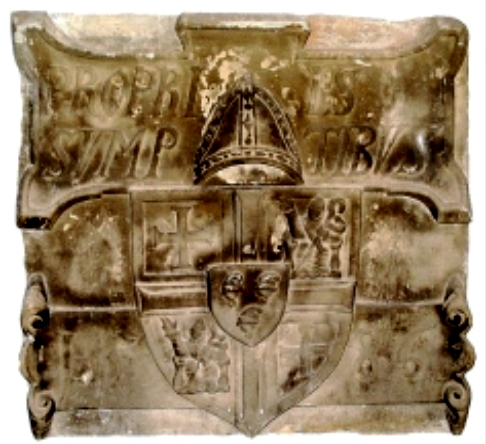
Wappen Eberhard von Holles aus dem Gut Kaltenhof, 1586

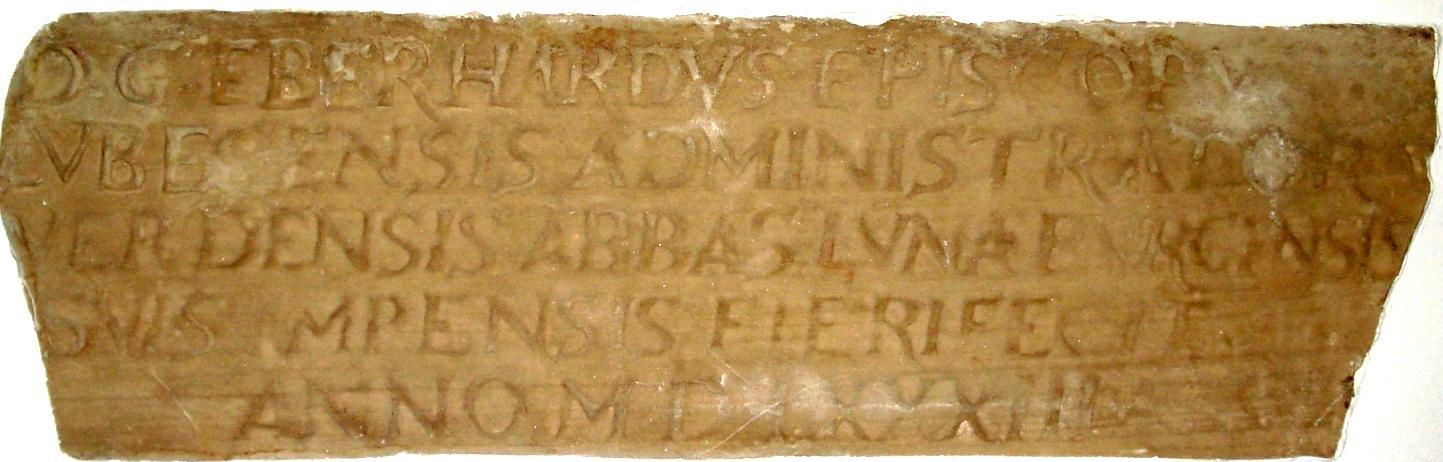
Relief mit Inschrift vom Gut Kaltenhof, heute am Amtsgericht Bad Schwartau

Am 16. Mai 1561 wurde er auf Betreiben des holsteinischen Adels und des Königs von Dänemark vom Domkapitel des Bistums Lübeck zum Koadjutor des Bischofs Johannes Tiedemann bestimmt. Nur zwei Monate später wurde er nach Tiedemanns Tod sein Nachfolger als Bischof. Es gelang Eberhard von Holle, dessen lutherische Position noch keineswegs klar war und den die Forschung als Diplomat und Opportunist kennzeichnet, sogar noch 1562 die päpstliche Bestätigung seiner Wahl zu erreichen, nachdem er auch vom Kaiser durch die Belehnung mit den Regalien anerkannt worden war. Durch die Einführung der Reformation in der Stadt Lübeck 1531 und in den holsteinischen Gebieten hatte er zwar keine geistliche Macht mehr, war aber immer noch Reichsfürst und Landesherr im Hochstift Lübeck.
Die Reformation hatte Johannes Bugenhagen 1530/31 nach Lübeck gebracht. Ab 1535 wurde der Hauptteil des Lübecker Domes lutherisch. Im Kapitel und dem Bischof unterstehende Ostchor wurde erst 1571 durch Eberhard die Feier des lutherischen Gottesdienstes durchgesetzt, wogegen das Domkapitel in einem Prozess vor dem Reichskammergericht klagte. Durch ein kompliziertes Wahlverfahren gab es auch weiterhin bis 1803 katholische Domherren.

### Erwählter Bischof von Verden
Am 4. Februar 1564 nahm Bischof Georg von Braunschweig-Lüneburg im Einverständnis mit dem mehrheitlich protestantischen Kapitel ihn zum Koadjutor von Verden an, um die 1561 eingeführte Reformation zu erhalten. Nach Georgs Tod am 18. Dezember 1566 übernahm er sofort die Administration und wurde am 21. Februar 1567 vom Domkapitel offiziell Bischofsamt gewählt. Für dieses Amt erhielt er selbstverständlich keine päpstliche Bestätigung.
1574 einigte er sich mit Herzog Wilhelm von Lüneburg über den Grenzverlauf zwischen dem Bistum Verden und dem Fürstentum Lüneburg sowie der Grafschaft Hoya. Die Verhandlungen hatten 20 Jahre gedauert. Die Grenze wurde mit zahlreichen behauenen Steinen (Snedenstein, Schwedenstein bzw. Hauenstein) markiert, die auf der einen Seite das bischöfliche Kreuz und auf der anderen den Lüneburger Löwen bzw. die Hoyaer Bärentatzen zeigen. Inschriften zwischen Stift Verden und der Grafschaft Hoya lauten:
DES•STIFTES•VERDEN
(Wappen)
V•G•G•EVERHARDT•VON•HOL
LE•BISCHOF•ZU•LUBECK•ADMI
NISTRATOR•DES•STIFTES
VERDEN•ABET•UND•HERE•VON
HUSE•ZU•SANCTE•MICHELI
IN•LUNEBURG•ANNO•1575
DER•GRAVESCHAVE•HOIA
GRENSE
(Wappen)
TE•GRAVE•TOR•HOIA•UN
D•BROCKHUSEN
1576 berief er Friedrich Dedekind (1524–1598) als Pastor an die Michaeliskirche in Lüneburg und zum Inspektor der Kirchen in Verden. Eberhard unterzeichnete als Bischof von Lübeck und Administrator von Verden die Konkordienformel von 1577 und das Konkordienbuch von 1580.
Im Zuge der Einführung der Reformation im Stift Verden (1568) hat er die bestehende Lateinschule am Dom zu Verden 1578 fundiert, erneuert und erweitert, das heutige Domgymnasium Verden.
Er besaß mehrere feste Schlösser. Seinem Bruder Johann kaufte er ein Gut in Mulmshorn (OT von Rotenburg (Wümme)), das sich über das ganze Dorf erstreckte.
Da er das Bistum Verden entgegen dem Passauer Vertrag und dem Augsburger Religionsfrieden besaß, hatte er die päpstliche Bestätigung nie erhalten – aber auch nicht nachgefragt. Die Kurie nannte ihn daher am 15. April 1583 das schändlichste Ungeheuer.
Er starb infolge eines schweren Sturzes und wurde in der Kirche zu St. Michaelis beigesetzt. Im April 1965 wurde ihm bei der Neugestaltung der Eingangshalle des Domgymnasiums als Gründer ein Denkmal gesetzt.